# Ден Шижу
Ден Шижу (鄧石如, 1743 — 1805) — китайський каліграф, різьбяр печаток, центральна фігура напряму «вивчення стел» (бей-сюепай) часів династії Цін.

## Життєпис
Народився у 1743 році у повіті Хуайнін провінції Аньхой у небагатій родині професійного каліграфа і художника. З 17 років і все життя він заробляв виготовленням печаток, продажем своїх творів і уроками каліграфії. Важкі сімейні обставини не дозволили йому отримати класичну освіту, але завдяки своєму таланту і працьовитості він домігся найвищого рівня каліграфічної майстерності.
Значну частину свого життя Ден Шижу провів у каліграфічних паломництвах по східній та південно—східній частинам Китаю, що зробило його найбільш авторитетним знавцем стародавніх пам'ятників. Він не тільки споглядав прославлені зразки наскельної каліграфії та стели (бей), але відкривав маловідомі твори, в пошуках яких прокладав несподівані маршрути. В твори згодом ставали обов'язковими для китайських інтелектуалів наступних поколінь.
Ден Шижу не прагнув заснувати школу, але це сталося. Список послідовників майстра налічує 28 імен, серед яких Кан Ювей, У Чанши та інші видатні каліграфи наступних двох століть.
Помер Ден Шижу у 1805 році.

## Творчість

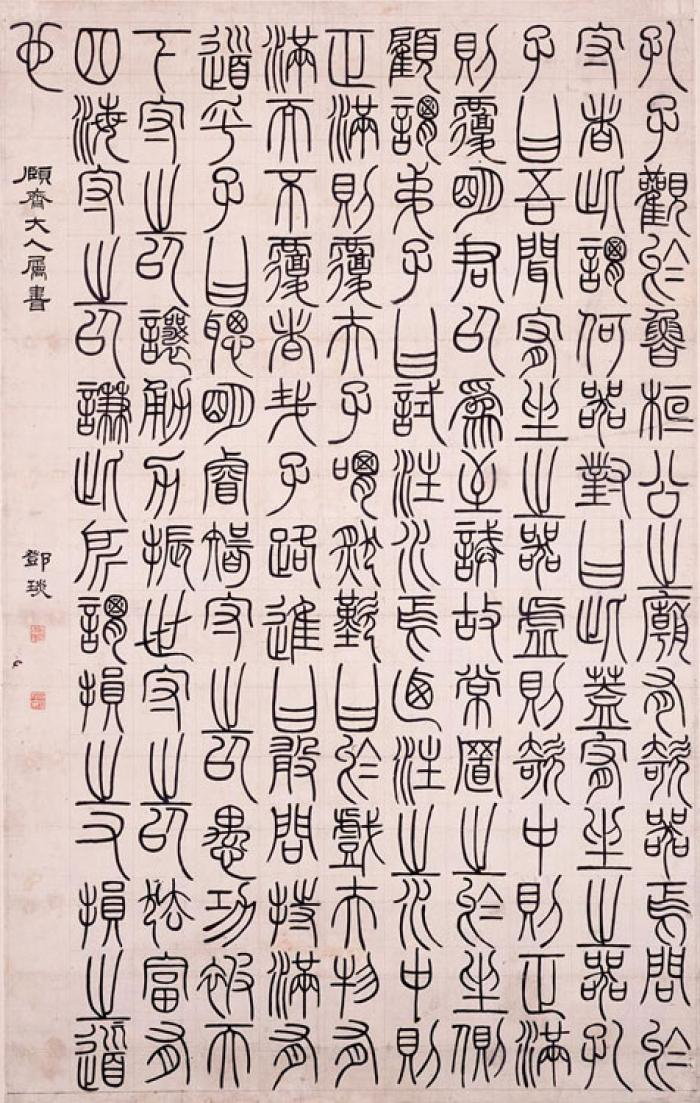
Каліграфія Ден Шижу

Усе, що Ден Шижу бачив і вивчав у своїх мандрах, він копіював. Були зроблені сотні копій з пам'ятників періоду династій Хань і Вей. Не застосовував копіювання через «обведення» (мяо), відоме як «риска до риски» (і хуа і хуа), навпаки він працював методом «пензель за пензлем один в один» (і бі і бі). Різниця полягає в тому, що в першому випадку копіїст відтворює форму ієрогліфа, тоді як у другому повторюється руху пензля, що створили риси.
У своїй творчості Ден Шижу виробив «потрійний синтез», тобто об'єднав досягнення каліграфів династій Хань, Тан в почерках чжуаньшу та лішу. Тим самим він відновив широке використання цих стилів, які мало використовувалися за династій Сун, Юань й Мін.
Ден Шижу розробив органічний і індивідуальний сплав різних стародавніх варіантів почерку чжуаньшу, збагативши його технікою письма лішу. Він писав прийомом «залізо у купі вати» (мянь-чи ті), коли точно зцентрований кінчик пензля скрізь і всюди захований, але так, щоб його невидима присутність відчувалася в пластиці письма. Центр композиції більшості ієрогліфів піднятий у верхню частину прямокутного формату знака. При цьому в одній частині знака риси скупчені, в той час як інша — простора.
Ден Шижу створював неозору різноманітність варіантів динамичного балансу густого і розрідженого поєднання рис. Каліграф говорив, що розташування рис має бути настільки просторим, «щоб пройшов кінь, і настільки щільним, щоб не проник і вітер». Від кожної його риси виходить враження легкості і сили, витонченості і енергетичної наповненості.
Другим по значущості почерком у творчості Ден Шижу є лішу і його версія бафень, які він вивчав по стелам перших століть нашої ери. Ден Шижу був першим серед цінських каліграфів, які писали м'якими овечими китицями, зумів передати величаву виразність рис ханьских каліграфів, що працювали китицями з жорсткою щетиною. Ден Шижу демонструє спадкоємність лішу від чжуаньшу, що позначається в першу чергу в округленості характерної для лішу прямокутності. За рахунок цього протоустав набував більш архаїчний вигляд. З цією ж метою каліграф відмовляється від обов'язкових для протостатуту різких перепадів в товщині рис, які за своєю рівномірністю нагадують почерк чжуаньшу. Ден Шижу до грані зближує сусідні горизонтальні риси, за рахунок чого пластика ієрогліфів стає подібною туго стиснутій пружині.
Ден Шижу створив актуальне для китайського мистецтва в цілому нове відкриття базових архетипів і принципів національного пластичного мислення, піднявшись над ортодоксальним формалізмом і тим самим надавши традиції новий плідний імпульс. Ден Шижу належать слова: «Каліграфія подібна річкам і морям — їх усі не пропливеш, але ж від того, що бачиш, відчуваєш захоплення».

## Твори
Збереглося понад 70 творів Ден Шижу, серед яких відомі: «Вань люй інь чжун», почерк чжуаньшу, Шанхайський музей мистецтв; «Шань цзюй цзао ци» («Жити в самоті і вставати рано»), почерк цаошу, Національний музей, Токіо; «Цзен Кень Юань си ти шу це», 1799 рік, почерки чжуаньшу, лішу, кайшу, цаошу, 96 аркушів.